# 富弼

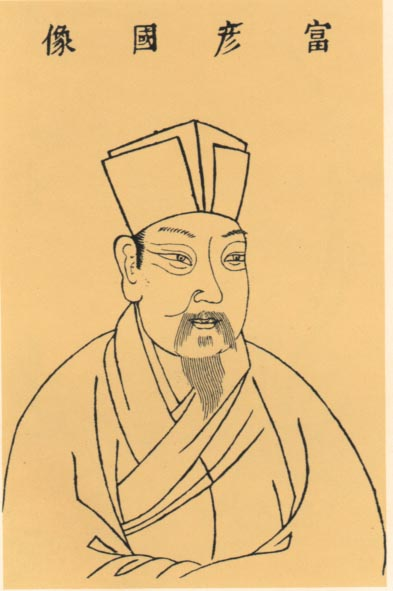
富弼

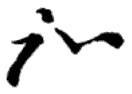
富弼的花押

富弼（1004年—1083年），字彥國，河南府（今河南洛阳东）人，北宋政治家、文學家。

## 生平
宋仁宗庆历二年（1042年）出使契丹，以增加岁币为条件，拒绝割地要求，即庆历增币；次年任枢密副使，与范仲淹等共同推行庆历新政，条上所拟河北守御十二策。
慶曆五年（1045年）被排挤，出知郓州、青州（今山东益都）。时河北大水，難民四處流亡。富弼动员救灾，以地為食，募数万饥民为兵。至和二年（1055年）与文彦博同为宰相，後因母丧罢相。宋英宗即位，召为枢密使，又因足疾解职，进封“郑国公”。熙宁元年（1068年）入朝，宋神宗赵顼问他如何處理边事，富弼說：“陛下臨御未久，當布德惠，愿二十年口不言兵。”神宗聞之默然。
富弼多次出使辽国，对西夏情形也十分关注，他认识到辽国“委实强盛”，西夏“日渐壮大”，与古代夷狄大不相同，已是中原文明的劲敌。在富弼看来，辽和西夏强盛的原因，正是由于他们进入了农耕区，这些农耕区的汉族英豪皆为其所用，“得中国土地，役中国人民，称中国位号，仿中国官属，任中国贤才，读中国书籍，用中国车服，行中国法令。是二寇所为，皆与中国等，而又劲兵骁将长于中国，中国所有，彼尽得之；彼之所长，中国不及。”富弼利用自己对宋、辽、西夏三国关系的透彻了解，助宋朝撬开辽夏同盟，使宋、辽、西夏三足鼎立的格局逐渐稳定下来。
熙宁二年，再度复相，因反对王安石变法，又求退，出判亳州（今安徽亳县）。拒不执行新政青苗法，声称“新法，臣所不知”。后退居洛阳，仍继续请求废止“新法”。元丰六年（1083年）病死，死前上书神宗论治道之要；又条陈时政之失，是后由其子富绍庭上之神宗。条陈中提及歸還侵土（河湟地区）給吐蕃各部，以达到修兵息民。卒諡“文忠”。

## 家族
- 高祖父：富璘[註 1]
- 高祖母：□氏
- 曾祖父：富处谦[註 2]
- 曾祖母：刘□[2]
- 祖父：富令荀[註 3]
- 祖母：赵□
- 父亲：富言[註 4]
- 母亲：韩□，（韩崇谨之女）
- 二弟：富奭
- 三弟：富翱
- 四弟：富收
- 五弟：富请
- 六弟：富鼎[註 5]
- 姐姐：富□
- 姐妹：富□
- 妹妹：富□
- 妻子：晏□[註 6]（晏殊长女）
- 长子：富绍庭，儿媳：□氏
  - 長子：富直亮
  - 次子：富直柔
  - 女儿：富□
- 次子：富紹京，儿媳：张□
  - 長子：富直方
  - 次子：富直清
  - 女儿：富□
- 三子：富紹隆，儿媳：□氏
- 长女：富□，女婿：冯京
- 次女：富□，女婿：冯京
- 三女：富□，女婿：范大琮
- 四女：富□，女婿：范大珪

## 墓志
2008年2～6月，洛阳市第二文物工作队在洛阳中迈置业有限公司“王城之珠”经济适用房住宅小区进行考古发掘时，发现北宋宰相富弼夫妇墓，墓内出土墓志两方。墓志有6400余字，由韩维撰文，端明殿学士兼翰林侍读学士、太中大夫、提举西京嵩山崇福宫、上柱国、河内郡开国公、食邑二千二百户、食实封玖伯户司马光篆盖，端明殿学士、太中大夫、知陈州军州事兼管内劝农使、上轻车都尉、乐安郡开国侯、食邑一千三百户、食实封壹伯户孙永书。晏氏墓志由女婿“观文殿学士银青光禄大夫知河阳军州事上柱国始平郡开国公冯京书”，朝请郎致仕轻车都尉赐紫金鱼袋李藻撰，观文殿学士正议大夫知河南府兼留守司公事上柱国乐安郡开国公孙固篆盖。

## 参見
- 北宋
- 樞密使

## 延伸阅读
[在维基数据编辑]
 《宋史·卷313》，出自脱脱《宋史》
 在维基共享资源阅览影像